# Adalbert von Dobschütz

Adalbert von Dobschütz, königlich preußischer Husarenoberst

Unterschrift des Adalbert von Dobschütz

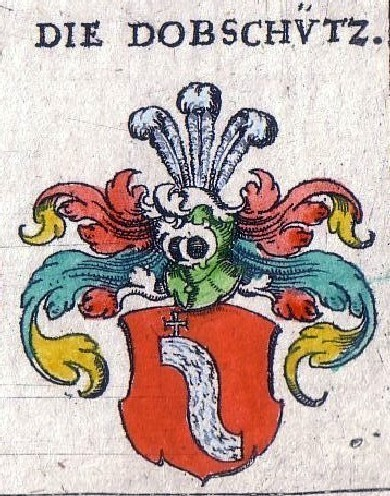
Das Wappen der Familie von Dobschütz
(Weigel'sches Wappenbuch von 1734, handkoloriert)

Adalbert Constantin von Dobschütz (* 3. März 1824 in Jacobsdorf, Kreis Liegnitz; † 29. Januar 1895 in Wiesbaden) war ein preußischer Oberst.

## Familie
Dobschütz entstammte der Familie von Dobschütz, einem alten schlesischen Adelsgeschlecht aus Gutsbesitzern und Offizieren, und war der Sohn des preußischen Hauptmanns Ernst Sylvius von Dobschütz, Gutsherr auf Kreike und Weigwitz, beide Kreis Breslau, Jacobsdorf, Kreis Liegnitz und Nieder-Streit, Kreis Striegau (alle in Niederschlesien), und dessen zweiter Ehefrau Luise, geborene Stuppe.
Er heiratete in erster Ehe am 21. Juni 1855 in Süßwinkel, Kreis Oels, Caroline Rönkendorf (* 20. Januar 1833 in Süßwinkel; † 20. Januar 1863 in Strehlen), die Tochter des Amtsrats und Domänenpächters Carl Rönkendorf und der Fanny Schiller. Aus dieser Ehe hatte Dobschütz drei Söhne, einer von ihnen war Generalmajor Carl von Dobschütz.
In zweiter Ehe heiratete er am 11. Juli 1865 in Halle (Saale) Anna Freiin von Seckendorff (* 25. Dezember 1835 in Luxemburg; † 17. Februar 1919 in Halle (Saale)), die Tochter des preußischen Generalmajors Wilhelm Adolf von Seckendorff (1801–1866) und der Leontine von Ribbentrop (1810–1866). Aus dieser zweiten Ehe stammt als einziges Kind der Theologe Ernst von Dobschütz. Mutter und Sohn korrespondierten häufig mit den Pastoren Friedrich von Bodelschwingh dem Älteren und dessen Sohn Friedrich von Bodelschwingh dem Jüngeren.

## Militärischer Werdegang
Ab 1835 wurde von Dobschütz als Kadett in Potsdam ausgebildet und ab 1837 wurde die Ausbildung als Kadett in Berlin fortgesetzt. 1840 wurde er zum Sekondeleutnant befördert und 1845 als Regimentsadjutant versetzt. 1855 erfolgte die Beförderung zum Premierleutnant und 1858 zum Rittmeister. 1861 wurde von Dobschütz zum Eskadronchef im 1. Schlesischen Husaren-Regiment Nr. 4 ernannt, erhielt 1866 den Königlichen Kronen-Orden dritter Klasse mit Schwertern und wurde zum Major befördert. Ab 1870 war er Stabsoffizier im 2. Westfälischen Husaren-Regiment Nr. 11. Im Januar 1871 wurde er zum Oberstleutnant befördert und war ab April 1871 Kommandeur des Neumärkischen Dragoner-Regiments Nr. 3.
Er nahm mit seinem Regiment am Deutsch-Französischen Krieg teil. Die Offiziellen Kriegs-Nachrichten berichteten am 23. Januar 1871: „Eine fliegende Kolonne unter Oberstlieutenant Dobschütz zersprengte in der Gegend von Bourmont  an der oberen Maas Mobilgarden. Feindliche Verluste über 180 Mann; diesseits 4 Verwundete.“
Dobschütz wurde 1873 zum preußischen Oberst befördert und 1875 aus dem Militärdienst verabschiedet.